# 2308 Schilt
2308 Schilt eller 1967 JM är en asteroid i huvudbältet som upptäcktes den 6 maj 1967 av den argentinska astronomn Carlos U. Cesco och den amerikanske astronomen Arnold R. Klemola vid Leoncito Astronomical Complex. Den har fått sitt namn efter astronomen Jan Schilt.
Asteroiden har en diameter på ungefär 17 kilometer.